# Kazancık
Kazancık ist ein Dorf im Landkreis Şarkışla der türkischen Provinz Sivas. Kazancık liegt etwa 78 km südwestlich der Provinzhauptstadt Sivas und 19 km nördlich von Şarkışla. Die Bevölkerung besteht hauptsächlich aus Tschetschenen.